# Couternon
Couternon est une commune française située dans le département de la Côte-d'Or en région Bourgogne-Franche-Comté. C'est un village proche de Dijon.

## Géographie

### Villages, hameaux, lieux-dits, écarts
Rue des Mardors/La Zone/Couternon du Sud

### Climat
Pour des articles plus généraux, voir Climat de la Bourgogne-Franche-Comté et Climat de la Côte-d'Or.
En 2010, le climat de la commune est de type climat océanique dégradé des plaines du Centre et du Nord, selon une étude du Centre national de la recherche scientifique s'appuyant sur une série de données couvrant la période 1971-2000. En 2020, Météo-France publie une typologie des climats de la France métropolitaine dans laquelle la commune est exposée à un climat océanique altéré et est dans la région climatique  Bourgogne, vallée de la Saône, caractérisée par un bon ensoleillement (1 900 h/an), un été chaud (18,5 °C), un air sec au printemps et en été et des vents faibles. 
Pour la période 1971-2000, la température annuelle moyenne est de 10,7 °C, avec une amplitude thermique annuelle de 17,6 °C. Le cumul annuel moyen de précipitations est de 767 mm, avec 11 jours de précipitations en janvier et 7,4 jours en juillet. Pour la période 1991-2020, la température moyenne annuelle observée sur la station météorologique de Météo-France la plus proche, « Dijon Toison », sur la commune de Dijon à 8 km à vol d'oiseau, est de 11,5 °C et le cumul annuel moyen de précipitations est de 771,8 mm,. Pour l'avenir, les paramètres climatiques de la commune estimés pour 2050 selon différents scénarios d'émission de gaz à effet de serre sont consultables sur un site dédié publié par Météo-France en novembre 2022.

## Urbanisme

### Typologie
Au 1er janvier 2024, Couternon est catégorisée bourg rural, selon la nouvelle grille communale de densité à 7 niveaux définie par l'Insee en 2022.
Elle est située hors unité urbaine. Par ailleurs la commune fait partie de l'aire d'attraction de Dijon, dont elle est une commune de la couronne,. Cette aire, qui regroupe 333 communes, est catégorisée dans les aires de 200 000 à moins de 700 000 habitants,.

### Occupation des sols
L'occupation des sols de la commune, telle qu'elle ressort de la base de données européenne d’occupation biophysique des sols Corine Land Cover (CLC), est marquée par l'importance des territoires agricoles (77,8 % en 2018), en diminution par rapport à 1990 (82,7 %). La répartition détaillée en 2018 est la suivante : 
terres arables (72,9 %), zones urbanisées (15,6 %), zones agricoles hétérogènes (4,8 %), eaux continentales (4,7 %), forêts (1,5 %), zones industrielles ou commerciales et réseaux de communication (0,5 %). L'évolution de l’occupation des sols de la commune et de ses infrastructures peut être observée sur les différentes représentations cartographiques du territoire : la carte de Cassini (XVIIIe siècle), la carte d'état-major (1820-1866) et les cartes ou photos aériennes de l'IGN pour la période actuelle (1950 à aujourd'hui).

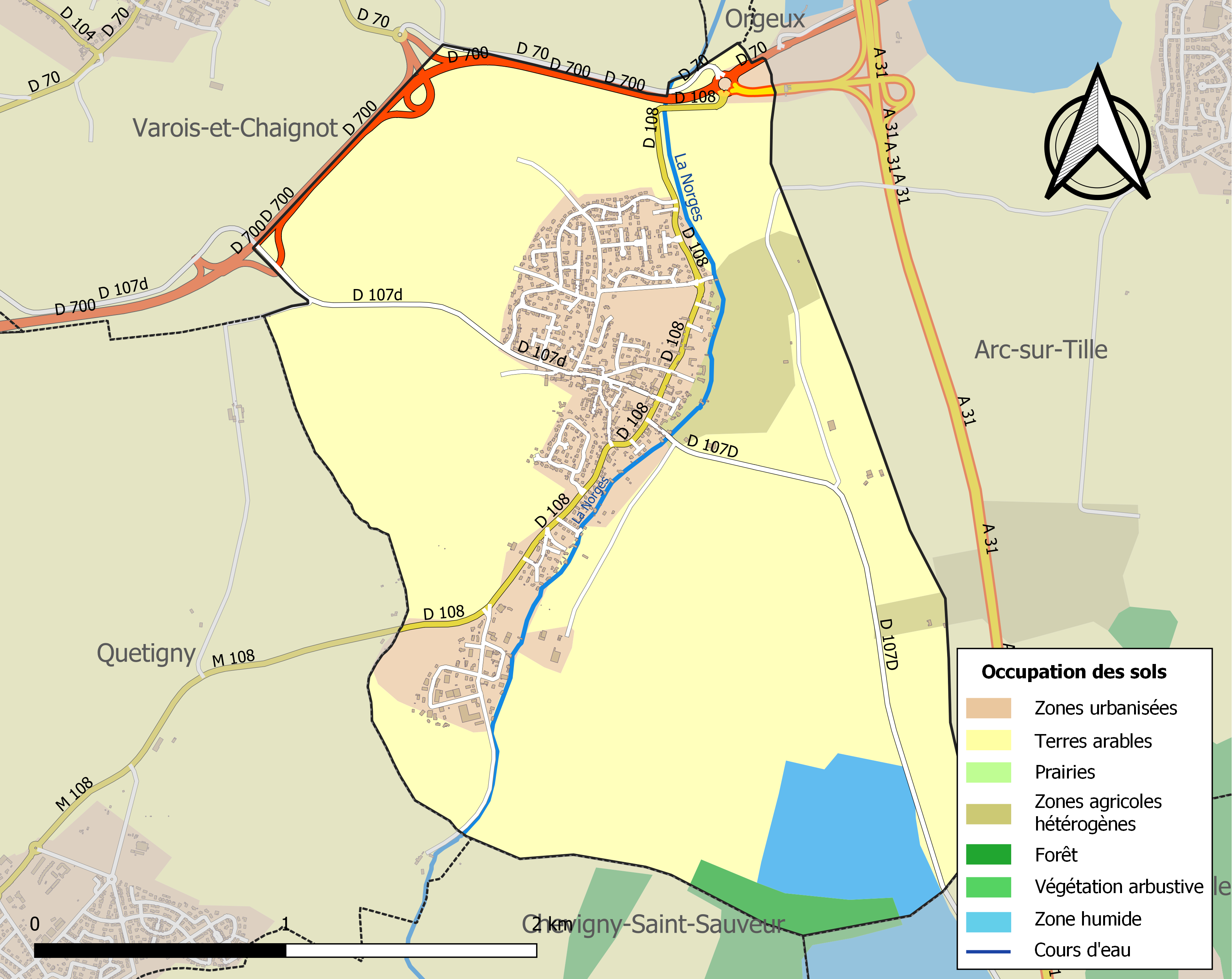
Carte des infrastructures et de l'occupation des sols de la commune en 2018 (CLC).

## Histoire

### Légendes
Une tradition raconte qu'au Moyen Âge, les habitants de Couternon possèdent deux statues de saint Barthélémy (le saint patron de Couternon) 
une en bois, une en pierre. 
Ils décidèrent de jeter les statues dans la Norge (rivière local) et récupérer celle qui flotte.

### Les différents noms de Couternon dans l'histoire
SANCTUS GERMANUS de
CORTANO  en 801.
CURTIS ARNONIS  en 866.
CURTANONUS  en 870.
CURTEARNON en 1066.
CORTARNUM vers 1100.
CORTARNOU  en 1220.
CORTARNOULX vers 1260.
COUSTARNOUL en 1431.
CHAUTARNOT en 1546.
COUTERNOM en 1591.
COUTERNON en 1645.
COUSTERNON en 1684.

## Politique et administration

### Liste des maires
| Période | Période  | Identité          | Étiquette | Qualité                                                        |
| ------- | -------- | ----------------- | --------- | -------------------------------------------------------------- |
| 2020    | en cours | Martine Demaure   |           |                                                                |
| 2001    | 2020     | Patrice Chiffolot | Droite    | Président de la Communauté de communes de la Plaine des Tilles |
| 1978    | 2001     | Paul Estivalet    |           |                                                                |
| 1977    | 1978     | Claude Piguet     |           |                                                                |
| 1971    | 1977     | Ange Tarento      |           |                                                                |
| 1945    | 1971     | Marcel Isselin    |           |                                                                |

## Démographie
L'évolution du nombre d'habitants est connue à travers les recensements de la population effectués dans la commune depuis 1793. Pour les communes de moins de 10 000 habitants, une enquête de recensement portant sur toute la population est réalisée tous les cinq ans, les populations de référence des années intermédiaires étant quant à elles estimées par interpolation ou extrapolation. Pour la commune, le premier recensement exhaustif entrant dans le cadre du nouveau dispositif a été réalisé en 2008.

En 2022, la commune comptait 1 903 habitants, en évolution de +0,85 % par rapport à 2016 (Côte-d'Or : +0,82 %, France hors Mayotte : +2,11 %).
| 1793 | 1800 | 1806 | 1821 | 1831 | 1836 | 1841 | 1846 | 1851 |
| ---- | ---- | ---- | ---- | ---- | ---- | ---- | ---- | ---- |
| 304  | 286  | 320  | 364  | 397  | 440  | 467  | 511  | 505  |

| 1856 | 1861 | 1866 | 1872 | 1876 | 1881 | 1886 | 1891 | 1896 |
| ---- | ---- | ---- | ---- | ---- | ---- | ---- | ---- | ---- |
| 472  | 444  | 429  | 378  | 347  | 352  | 301  | 314  | 299  |

| 1901 | 1906 | 1911 | 1921 | 1926 | 1931 | 1936 | 1946 | 1954 |
| ---- | ---- | ---- | ---- | ---- | ---- | ---- | ---- | ---- |
| 284  | 300  | 266  | 209  | 217  | 207  | 207  | 210  | 239  |

| 1962 | 1968 | 1975 | 1982 | 1990  | 1999  | 2006  | 2008  | 2013  |
| ---- | ---- | ---- | ---- | ----- | ----- | ----- | ----- | ----- |
| 228  | 345  | 590  | 745  | 1 116 | 1 515 | 1 608 | 1 635 | 1 839 |

| 2018  | 2022  | - | - | - | - | - | - | - |
| ----- | ----- | - | - | - | - | - | - | - |
| 1 892 | 1 903 | - | - | - | - | - | - | - |

## Lieux et monuments

### Religieux

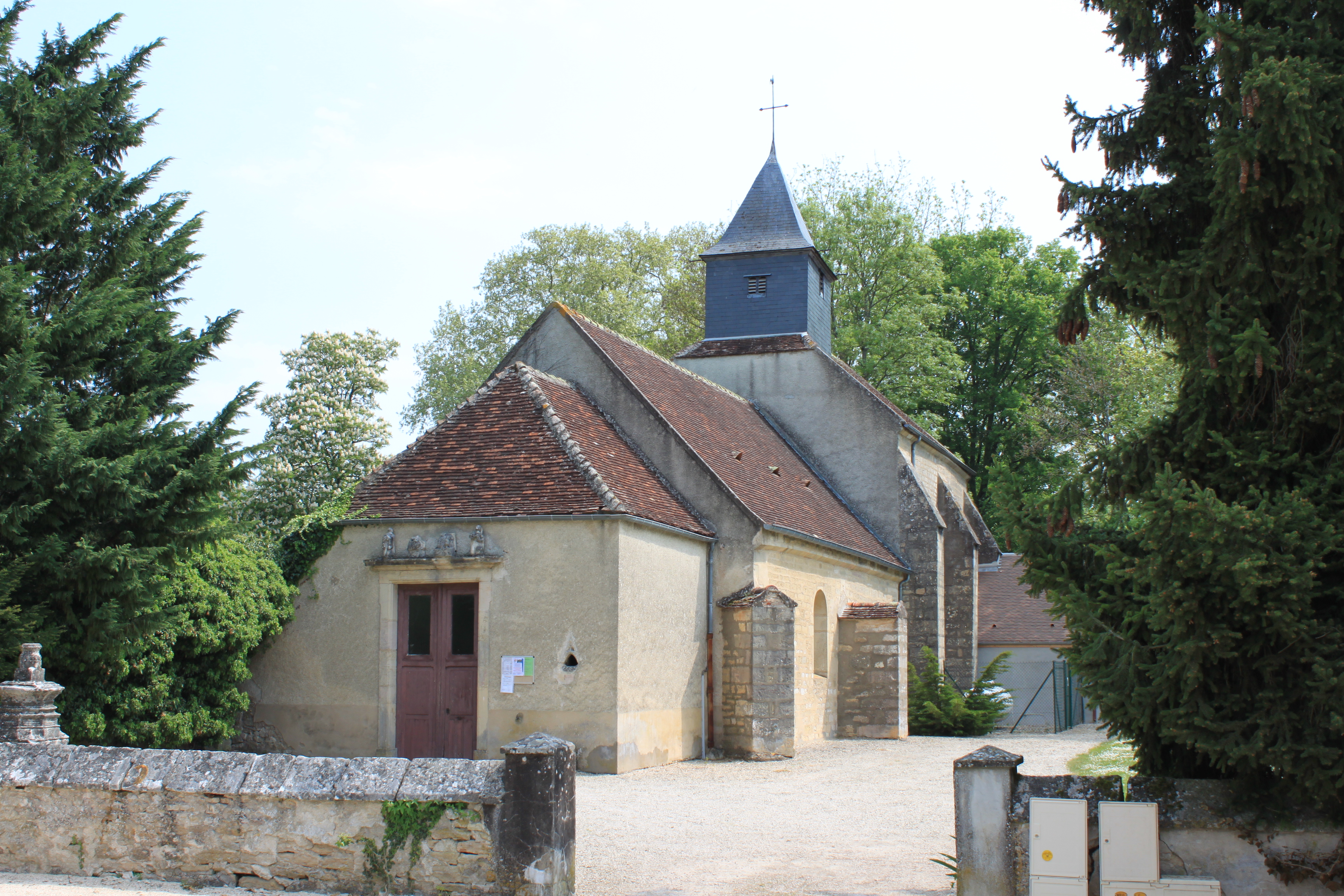
Église du village.

- Église Saint-Barthélémy, de style gothique.

### Civils
- x

## Personnalités liées à la commune
- Jocelyne Pérard, climatologue, présidente de l'université de Bourgogne de 1993 à 1998.

## Héraldique
| Blason | Blasonnement : De gueules au chevron d'or accompagné de trois coquilles d'argent, deux en chef et une en pointe. |